# Elizabethtown
Elizabethtown (Tudo acontece em Elizabethtown no Brasil) é um filme de comédia dramática produzido em 2005 e dirigido por Cameron Crowe. O filme é protagonizado por Orlando Bloom e Kirsten Dunst e conta com uma pequena participação de Alec Baldwin como o chefe-executivo de uma empresa de calçados.

## Sinopse
Drew Baylor (Orlando Bloom) era muito bem sucedido no trabalho, até o seu grande projeto de tênis fracassar. O fiasco fez Baylor desejar acabar com sua própria vida, mas ao receber a notícia que seu pai havia falecido, Drew vai a Elizabethtown, no Kentucky, cidade natal de seu pai, para o enterro. No caminho ele conhece uma Comissária de bordo/Aeromoça, Claire Colburn (Kirsten Dunst), pela qual acaba se apaixonando.

## Elenco
- Orlando Bloom - Drew Baylor
- Kirsten Dunst - Claire Colburn
- Susan Sarandon - Hollie Baylor
- Jessica Biel  - Ellen Kishmore
- Judy Greer - Heather Baylor
- Alec Baldwin - Phil
- Emily Rutherfurd - Cindy Hasboro
- Jed Rees - Chuck Hasboro
- Paul Schneider - Jessie Baylor
- Max Steen/ Reid Steen - Samson
- Bruce McGill - Bill Banyon
- Allison Munn - Desk Girl Charlotte
- Dan Biggers - Uncle Roy
- Loudon Wainwright III - Uncle Dale
- Alice Marie Crowe - Aunt Lena
- Paula Deen - Aunt Dora
- Patty Griffin - Laurie
- Billy Tencza - Brett
- Tim Devitt - Mitch Baylor

## Produção
Jane Fonda foi escalada para interpretar o papel de Susan Sarandon, mas teve que sair do projeto. Ashton Kutcher, James Franco, Seann William Scott e Chris Evans fizeram testes para o papel de Drew Baylor. Kutcher chegou a ser contratado, mas Cameron Crowe decidiu que não havia química entre ele e Kirsten Dunst e Kutcher deixou o filme. 
Apesar do nome Elizabethtown, a maior parte das cenas que acontecem na cidade foram gravadas em Versailles, Kentucky. Apenas duas das cenas foram de fato gravadas na cidade de Elizabethtown.

## Trilha Sonora
A trilha sonora inclui músicas contemporaneas de rock e uma banda natica do Kentucky, My Morning Jacket, que se reune durante o filme como a banda fictícia Ruckus.